# Деърдевил (сериал)
„Деърдевил“ (на английски: Daredevil) е американски сериал, базиран на супергероя Деърдевил на Марвел Комикс.
Сериалът е част от Киновселената на Марвел и премиерата му е на 10 април 2015 г. Netflix спира сериала на 29 ноември 2018 г.

## Резюме
В първия сезон, Мат Мърдок е адвокат, който е заслепен в катастрофа като малък, но получава свръхестествени сетива. Мат се бори с престъпността през деня като адвокат, а през нощта, защитава квартала Адската кухня, като маскирания герой - Деърдевил. На Мат му предстои да си сблъска с най-влиятелния мафиот в Ню йорк - Уилсън Фиск.
Във втория сезон, след като побеждава Фиск, мъжът без страх - Деърдевил, трябва да се изправи срещу убиеца на престъпници - Франк Касъл / Наказателят, както и старата си любов - Електра Начиос. Мат трябва да балансира живота си на адвокат и герой.
В третия сезон, Мат Мърдок е изчезнал за месеци след събитията в „Защитниците“. Той се завръща пречупен и се вече отказва да бъде адвокат Мърдок и героя Деърдевил. След като Фиск е освободен от затвора, Мат трябва да реши дали да продължава да се крие или приеме съдбата си на герой.

## Актьорски състав
- Чарли Кокс - Мат Мърдок / Деърдевил
- Елдън Хенсън – Фоги Нелсън
- Дебора Ан Уол – Карън Пейдж
- Тоби Леонард Мур – Джеймс Уесли
- Вонди Къртис-Хол – Бен Юрих
- Боб Гънтън – Лиланд Оулсли
- Айелет Зюрер – Ванеса Мариана-Фиск
- Росарио Доусън – Клеър Темпъл
- Винсънт Д'Онофрио – Уилсън Фиск / Кингпин
- Джон Бърнтол – Франк Касъл / Наказателят
- Елоди Юнг – Електра Начиос
- Стивън Райдър – Блейк Тауър
- Джоан Уоли – Сестра Маги Грейс
- Джей Али – Рахул „Рей“ Надим
- Уилсън Бетъл – Бенджамин „Декс“ Пойндекстър / Мишената